# Patrizia di Costantinopoli
Patrizia di Costantinopoli (Costantinopoli, 664 (?) – Napoli, 13 o 25 agosto 685) è stata una religiosa bizantina, venerata come santa dalla Chiesa cattolica. È compatrona della città di Napoli.

## Agiografia
La sua esistenza fu breve e le scarne notizie sono state tramandate da fonti tardive, fondate sulla tradizione trasmessa oralmente dai membri della sua comunità religiosa.
Sembra sia nata nel 664, da una famiglia ricca e nobile di Costantinopoli, discendente dell'Imperatore Costantino e secondo alcuni, congiunta di Costante II (668-685). Costante tentò di imporle con la forza il matrimonio; si distaccò dal lusso familiare per sposare uno stile di vita sobrio e improntato alla semplicità, riparando a Roma con la sua nutrice Aglaia per ricevere dal Papa la consacrazione verginale.
Tornata in patria alla morte del padre, lasciò il palazzo imperiale rinunziando ad ogni pretesa dinastica per distribuire la sua eredità ai bisognosi e partire per la Terra santa in pellegrinaggio; durante il viaggio, secondo la leggenda tramandata, finì, naufraga, a Napoli, sull'isolotto di Megaride, nelle cui grotte si sarebbe insediata la sua prima piccola comunità di preghiera e di assistenza spirituale e morale ai bisognosi ma, dopo breve tempo dal suo arrivo, morì all'età di 21 anni, il 13 agosto 685 (una leggenda napoletana narra che sia morta il 25 agosto, giorno in cui si celebra la sua ricorrenza liturgica).

## Reliquie
Sepolta nell'antico monastero dei Santi Nicandro e Marciano, nel 1864 le sue spoglie furono trasferite nel monastero della Chiesa di San Gregorio Armeno e, dal 1922 sono custodite dalle Suore Crocifisse Adoratrici dell'Eucaristia.

## Culto
Al culto di Patrizia è legato il prodigio della liquefazione del sangue, simile a quello di San Gennaro, che avrebbe avuto luogo negli anni in modi e tempi diversi, ma secondo la tradizione, i martedì e il giorno della festa di Santa Patrizia, il 25 agosto.